# Akita (hundras)
För andra betydelser, se Akita (olika betydelser).
Akita  (tidigare Akita inu) är en hundras från Japan. Rasen räknas till de asiatiska spetsarna. Inu betyder hund på japanska och rasen är namngiven efter prefekturen Akita på den norra delen av ön Honshu.

## Historia
Akita är i huvudsak en modern hundras med en komplicerad tillkomsthistoria. Ursprungligen var de japanska spetshundsraserna små till medelstora. I Akita-prefekturen fanns matagi inu eller matagi akita som användes till björnjakt och annan högviltjakt. Genom inkorsning av större hundar från Korea och Kina skapades Odate inu, namngiven efter staden Odate i prefekturen Akita. Dessa användes även som vakthundar och stridshundar. På 1890-talet ökade intresset för hundkamp och matage inu och odate inu korsades med mastiff och tosa, vilket ledde till att spetshundkaraktären alltmer försvann och att hundarna blev större. Hundkamperna förbjöds 1908 och 1919 deklarerades odate aktitan som nationell symbol och kallades därefter för aita inu. Det skulle dock dröja ända till 1931 innan man kunde hitta rastypiska exemplar att nystarta aveln med. 1932 uppmärksammades rasen genom historien om den trogna hunden Hachikō.
Under andra världskriget konfiskerades alla hundar utom schäfer som användes av militären. För att rädda sina hundar korsade man dessa med schäfer. Efter kriget bestod den starkt decimerade akitastammen av tre typer: Den mest ursprungliga matagi akitan; kamphundsakitan med inslag av tosa och mastiff; samt schäferkorsningarna och så blandningar av dessa tre typer. Då startade ett renoveringsarbete grundat på den mest ursprungliga matagi akitan. Man lyckades få fram en hund med tydlig spetskaraktär som dock var betydligt större och grövre än övriga japanska spetsar.

## Egenskaper
Det är en pålitlig hund, som är lugn och tycker om att lära. Utöver det är den en hund med stark vakt- och jaktinstinkt, kan vara svårdresserad och envis och brukar inte rekommenderas som förstagångshund.

## Utseende
Akita är en stor hund, välbalanserad, elegant och majestätisk. En Akita är mellan 58 cm och 70 cm i mankhöjd.